# Fokofpolisiekar
Fokofpolisiekar (Afrikaans voor "Rot op politieauto") is een punkband uit Bellville, nabij Kaapstad in Zuid-Afrika. Door de aanstootgevende naam worden ze ook vaak "Polisiekar" of "Die Bende" genoemd.

## Geschiedenis
De band werd opgericht in april 2003, in eerste instantie om de conservatieve Afrikaanse gemeenschap te choqueren. Echter, een van de nummers van hun eerste cd As Jy Met Vuur Speel Sal Jy Brand, genaamd Hemel op die Platteland schreef historie toen het als eerste Afrikaans nummer op de officiële playlist van het nationale radiostation 5FM kwam.
Fokofpolisiekar haalde al vaker de pers in Zuid-Afrika door hun controversiële acties en uitspraken.

## Samenstelling
- François "van Coke" Badenhorst – zang
- Johnny de Ridder – gitaar
- Hunter Kennedy – achtergrondzang en gitaar
- Wynand Myburgh – basgitaar
- Jaco "Snakehead" Venter – drumstel
- Justin Kruger – drummer tijdens de tournee

## Discografie
- As Jy Met Vuur Speel Sal Jy Brand EP - 2003
- Lugsteuring - 2004
- Monoloog In Stereo - ep, 2005
- Brand Suid-Afrika - single, 2006
- Swanesang - 2006
- Antibiotika - ep, 2008
- Fokofpolisiekar 10 year anniversary, 2012
- Selfmedikasie, 2017
- Dans Deur Die Donker, 2023